# Alchemik Clockwork of Disorder
Alchemik Clockwork of Disorder è il secondo album del gruppo technical death metal francese Trepalium, pubblicato nel 2006 dalla Holy Records.

## Tracce
1. Decease My Life – 3:02
2. Modus Operendi – 2:57
3. Decayed Emotions – 3:02
4. Alchemik Clockwork of Disorder – 4:14
5. Vesania – 2:46
6. One Breath of Peace – 2:13
7. Perversion of Reality – 3:32
8. Ritual – 4:06
9. Psycho Theme – 1:48
10. Pulsion – 4:04
11. Sick Boogie Murder Feat. Yann Ligner (Klone ) – 3:21
12. Who's Fucked Up ? – 4:51

## Formazione
- Cèdric Punda (Kekè) - voce
- Nicolas Amossé - chitarra
- Harun Demiraslan - chitarra, tastiere
- Ludovic Chauveau - basso
- Sylvain Bouvier - batteria